# (2079) Jacchia
(2076) Jacchia (1976 DB; 1972 GH1) ist ein Asteroid des Hauptgürtels, der am 23. Februar 1976 von R. E. McCrosky, Cheng-yuan Shao, G. Schwartz und J. H. Bulger am Oak-Ridge-Observatorium entdeckt wurde.

## Benennung
Der Asteroid wurde nach Luigi Giuseppe Jacchia (1910–1996) benannt, der seit 1939 wissenschaftlicher Mitarbeiter am Harvard-College-Observatorium und Physiker am Smithsonian Astrophysical Observatory war.